# Neostorena victoria
Neostorena victoria là một loài nhện trong họ Zodariidae.
Loài này thuộc chi Neostorena. Neostorena victoria được Rudy Jocqué miêu tả năm 1991.